# SS-Oberführer
SS-Oberführer (dobesedno SS-višji vodja; hierarhično prevedeno brigadir; okrajšava Oberf) je bil najvišji častniški čin v skupini višjih častnikov v paravojaški organizaciji Schutzstaffel (v obdobju 1939-45) in z njo povezanimi službami oz. organizacijami (Gestapo, Sicherheitsdienst (SD), Allgemeine-SS (A-SS), Waffen-SS (W-SS),...).
Bil je edinstven čin med nemškimi (para)vojaškimi organizacijami, saj ni imel ustreznega čina v Wehrmachtu. Nadrejen je činu SS-Standartenführerja ter podrejen činu SS-Brigadeführerja.

## Oznake
Oznaka čina SS-Oberführerja je bila na voljo v treh oblikah:
- naramenska epoleta: prepletena epoleta (aluminijasta vrvica na črni podlagi) z dvema zvezdama (epoleta je bila obrobljena z barvasto vrvico, pri čemer se je barva razlikovala glede na rod oz. službo);
- ovratna oznaka: dva hrastova lista na obeh našitkih in
- oznaka za kamuflažno uniformo: štiri trakovi, nad katerima sta dva para dveh hrastovih listov in dveh želodov (zelena oznaka na črni podlagi je bila pritrjena na nadlaht levega rokava).

Galerija
- Ovratni oznaki
- Kamuflažna oznaka